# Tvøroyris kommun
Tvøroyris kommun (färöiska: Tvøroyrar kommuna) är en kommun på Färöarna, belägen på ön Suðuroy. Förutom centralorten Tvøroyri hör även byarna Froðba, Trongisvágur, Ørðavíkarlíð och Øravík. Vid folkräkningen 2015 hade kommunen 1 711 invånare.

## Befolkningsutveckling
| Befolkningsutvecklingen i Tvøroyris kommun 1985–2015 | Befolkningsutvecklingen i Tvøroyris kommun 1985–2015 | Befolkningsutvecklingen i Tvøroyris kommun 1985–2015 | Befolkningsutvecklingen i Tvøroyris kommun 1985–2015 | Befolkningsutvecklingen i Tvøroyris kommun 1985–2015 |
| ---------------------------------------------------- | ---------------------------------------------------- | ---------------------------------------------------- | ---------------------------------------------------- | ---------------------------------------------------- |
|                                                      |                                                      |                                                      |                                                      |                                                      |
| År                                                   |                                                      |                                                      | Folkmängd                                            |                                                      |
| 1985                                                 | 1985                                                 |                                                      | 2 134                                                |                                                      |
| 1990                                                 | 1990                                                 |                                                      | 2 086                                                |                                                      |
| 1995                                                 | 1995                                                 |                                                      | 1 824                                                |                                                      |
| 2000                                                 | 2000                                                 |                                                      | 1 818                                                |                                                      |
| 2005                                                 | 2005                                                 |                                                      | 1 820                                                |                                                      |
| 2010                                                 | 2010                                                 |                                                      | 1 721                                                |                                                      |
| 2015                                                 | 2015                                                 |                                                      | 1 711                                                |                                                      |
|                                                      |                                                      |                                                      |                                                      |                                                      |